# Frédéric Audemard d'Alançon
Jean Louis Antoine Frédéric Audemard d’Alançon, né Frédéric Audemard en 1824 et mort en 1897, est un officier français du XIXe siècle qui termine sa carrière militaire avec le grade de contrôleur général des armées de 1re classe.

## Biographie
Frédéric Audemard d’Alançon, né le 6 juillet 1824 à Vaison-la-Romaine dans une famille de la bourgeoisie d'Avignon originaire de Roquemaure dans le Gard, est le fils de Jean Audemard (1789-1882), médecin à Avignon et de Nina d’Alançon (1795-1873). Diplômé de l’École polytechnique en 1843, il intègre l’École d’Application de l’Artillerie et du Génie. Il en sort lieutenant.
Il participe à la campagne de Rome (1849-1851)[réf. souhaitée] au cours de laquelle il est promu capitaine du Génie, en 1850, puis à celle d’Algérie (1851-1853)[réf. souhaitée]. Il intègre ensuite le corps de l’Intendance militaire en 1854[réf. souhaitée].
En 1869, alors sous-intendant militaire, il est nommé directeur adjoint de la 5e direction au ministère de la Guerre,,,.
Il est démis de ses fonctions  de directeur des services administratifs 6e et 8e par Charles de Freycinet, délégué à la guerre dans le gouvernement de la Défense nationale et mis en disponibilité le 2 octobre 1870. Freycinet voulait lui substituer un civil et lui fit donner les raisons motivant son remplacement par l’intermédiaire de Léon Gambetta, alors ministre de l’Intérieur qui le fit « en quelques traits philosophiques ».
Alors qu'il est sous-intendant militaire et chef de service au ministère de la Guerre, il est nommé par arrêté du ministre de l'intérieur du 2 septembre 1871, pour faire partie d'une commission mixte siégeant à Versailles, chargée de régler toutes les questions relatives à l’occupation allemande dans les départements d’Alsace et de Lorraine.
Il devient intendant militaire en 1874. Il rejoint ensuite le Contrôle de l’administration de l’armée et devient contrôleur général de 1re classe en 1883.
Il est nommé commissaire aux comptes du Comptoir National d'Escompte de Paris en 1890,, mandat qu’il exerce jusqu’à son décès,,.
Il meurt à Paris le 1er février 1897, à l’âge de 72 ans. De son mariage en 1862 avec Jeanne Marie Céline Tixier il eut pour fils Marcel Éric Audemard d'Alançon.

## Patronyme
Né Audemard, il fut autorisé par décret du 15 août 1883 ou du 11 septembre 1883 à joindre à son patronyme le nom de sa mère, Marie Philippine Nina d’Alançon.

## Distinctions
- Grand officier de la Légion d'honneur (1885)
- Chevalier de l'ordre de Saint-Grégoire-le-Grand

## Pour approfondir